# 纤维软骨性骨痂

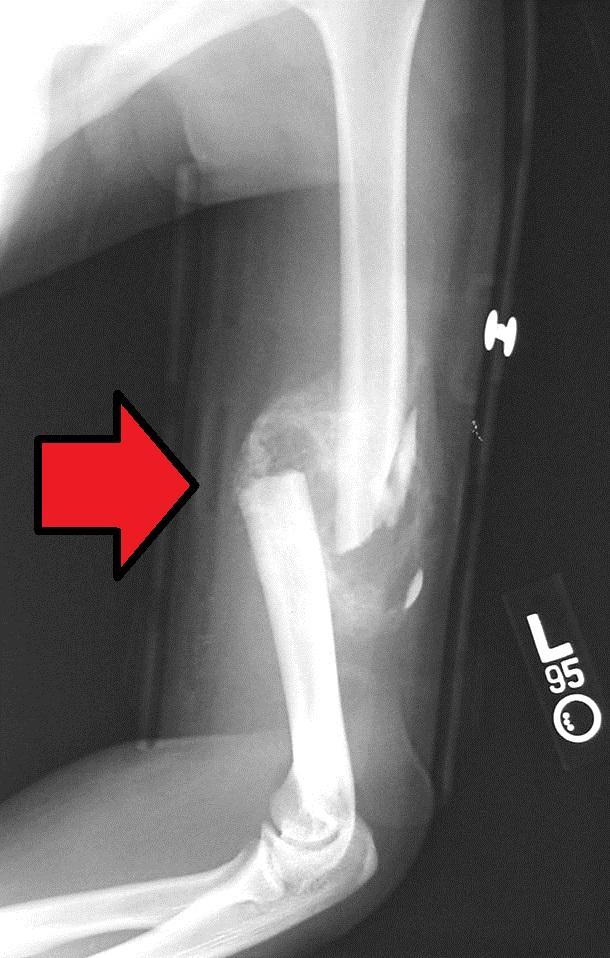
肱骨中段粉碎性骨折，伴有骨痂形成

骨骼在自行愈合时，成纤维细胞和成软骨细胞会暂时在骨折区域形成纤维软骨性骨痂（英语：fibrocartilaginous callus）。这些细胞最终会进入休眠状态，并留在新生骨骼的细胞外基质中。骨痂是骨折愈合过程中首个可以通过X光观察到的现象，通常在骨折发生后的三周左右出现。相较于儿童，成年人的骨痂形成速度较慢。此外，骨皮质的骨痂形成速度也慢于骨松质。。